# Mačvanska Mitrovica
Mačvanska Mitrovica (serbisch-kyrillisch Мачванска Митровица) ist eine Kleinstadt in der Opština Sremska Mitrovica im Okrug Srem in der nordserbischen Provinz Vojvodina. In der Volkszählung von 2002 besaß die Stadt 4072 Einwohner. Bei der Volkszählung von 1991 waren es 3788 Bewohner. Während bei den ersten Resultaten der Volkszählung von 2011, 3873 Menschen in Mačvanska Mitrovica lebten.

## Name
Die Stadt Mačvanska Mitrovica hatte in der Geschichte mehrere Namen. Mačvanska Mitrovica bedeutet Mitrovica der Mačva (Region), den in Serbien gibt es noch die Städte Sremska Mitrovica in der Region Syrmien und Kosovska Mitrovica in der serbischen Provinz Kosovo.
Bis zum Jahre 1918 hieß die Stadt Podrinska Mitrovica. Ebenfalls ist die Stadt im serbischen unter den Namen Mala Mitrovica (Klein Mitrovica), Mitrovica und Srpska Mitrovica (Serbische Mitrovica) bekannt. Im ungarischen trägt die Stadt den Namen Szenternye.

## Geographie
Die Stadt liegt in der Opština Sremska Mitrovica, im Okrug Srem. Nur Mačvanska Mitrovica und 5 benachbarte Dörfer befinden sich südlich (rechts) des Flusses, während der größte Teil der Gemeinde Sremska Mitrovica am linken Ufer der Save liegt.
Mačvanska Mitrovica und die benachbarten Dörfer Noćaj, Salaš Noćajski, Radenković, Zasavica I und Zasavica II, sind die einzigen Teile der Vojvodina, die sich in der Mačva Region befinden.
Zudem sind diese Ortschaften das einzige Beispiel, des  Vorkriegs Territorium (vor 1918) im Königreich Serbien (Zentralserbien) was zu einem Teil der autonomen Provinz Vojvodina wurde. Sie liegen südlich der Save, während die restliche Vojvodina aus den Regionen Syrmien, Banat und Batschka besteht und nördlich der Save liegt. Die Stadt liegt am südlichen (rechten) Ufer der Save.
Gegenüber liegt die Stadt Sremska Mitrovica, Hauptstadt der Region Syrmien. Mačvanska Mitrovica und Sremska Mitrovica sind, da sie nur durch die Save getrennt sind, Zwillingsstädte und ein urbanes Gebiet. Die Stadt ist rund 37 km von Novi Sad und 70 km von Belgrad entfernt.

## Bevölkerung
Mačvanska Mitrovica hatte bei der Volkszählung 2002 4072 Einwohner – davon 3621 Serben – während es 1991 3788 Einwohner waren. Nach der letzten Volkszählung ist die Einwohnerzahl von Mačvanska Mitrovica leicht auf 3873 Bewohner gesunken.

### Demographie

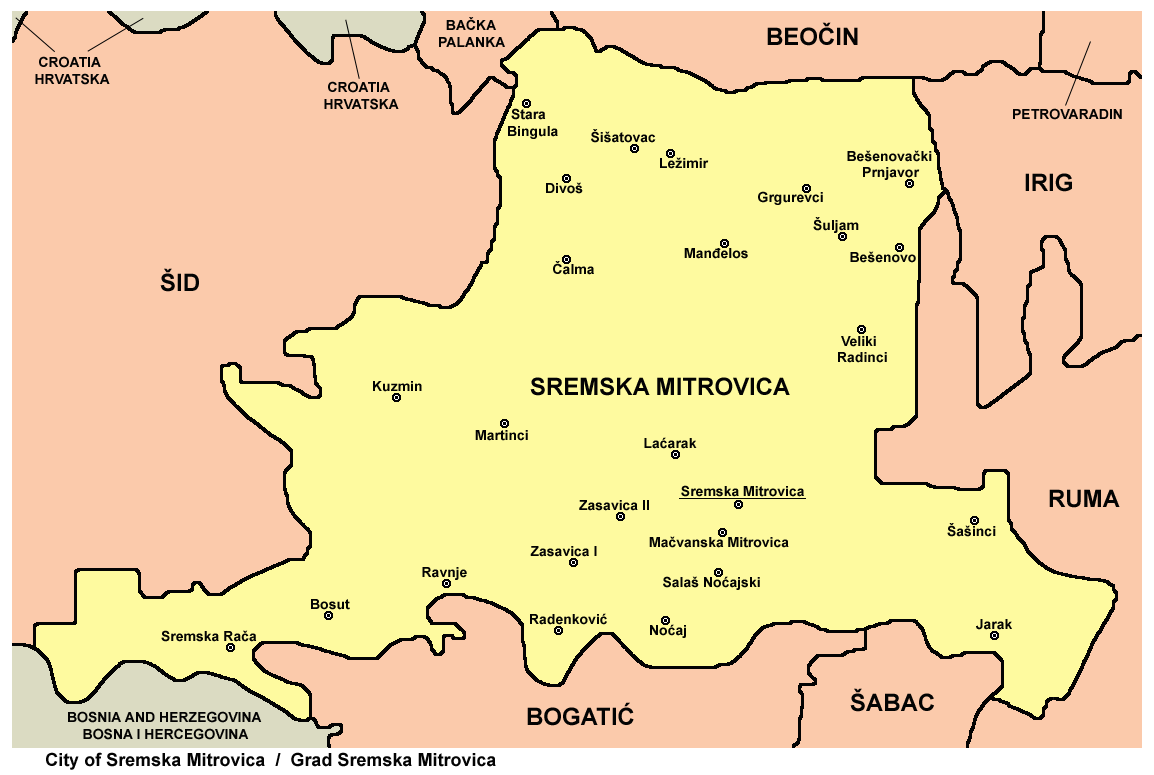
Mačvanska Mitrovica in der Gemeinde Sremska Mitrovica

| Jahr | Einwohnerzahl |
| ---- | ------------- |
| 1921 | 220           |
| 1931 | 567           |
| 1948 | 705           |
| 1953 | 869           |
| 1961 | 1408          |
| 1971 | 3357          |
| 1981 | 3661          |
| 1991 | 3788          |
| 2002 | 4072          |
| 2011 | 3873          |

## Geschichte
Mačvanska Mitrovica wird erstmals, während der Zugehörigkeit Serbiens zum Osmanischen Reich erwähnt. In der Stadt steht ein Denkmal aus Dankbarkeit für den Hl. Amvrosij, bei dessen Gedenktag 1850 eine Pestepidemie zu Ende ging. 1938 war die Stadt von einem kleinen Hochwasser betroffen, dass jedoch kaum Schäden verursachte.

### Opština Mačvanska Mitrovica

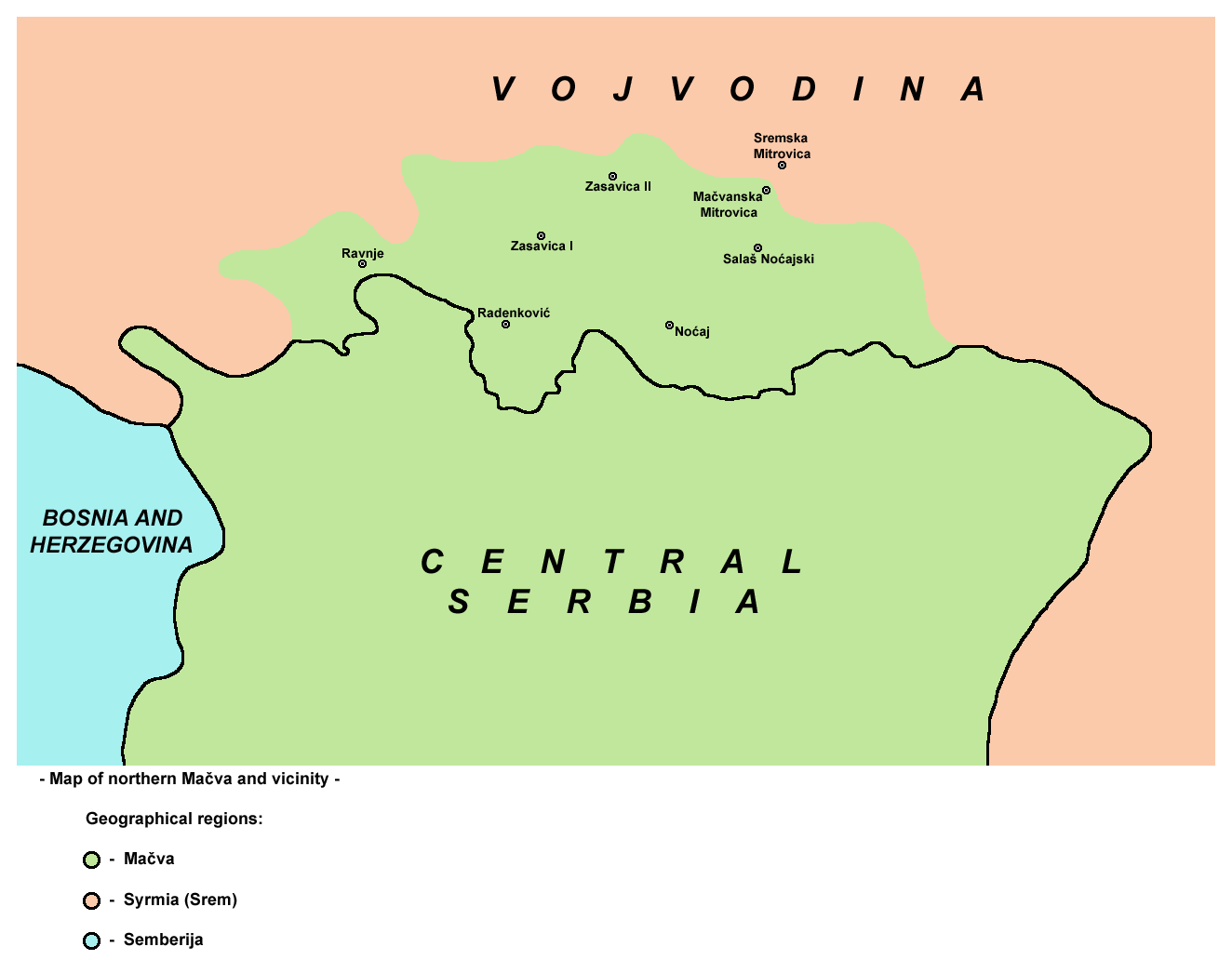
Die Region nördliche Mačva, sowie ehemalige Opština Mačvanska Mitrovica

Bis zum Jahre 1965, war die Stadt, Sitz der Opština Mačvanska Mitrovica. Diese Gemeinde bestand aus den Siedlungen: Zasavica I, Zasavica II, Mačvanska Mitrovica, Noćaj, Radenković, Ravnje und Salaš Noćajski. Mit Auflösung der Gemeinde, ist das gesamte Gebiet, der ehemaligen Gemeinde Mačvanska Mitrovica, zu einem Teil der Gemeinde Sremska Mitrovica geworden.

## Religion

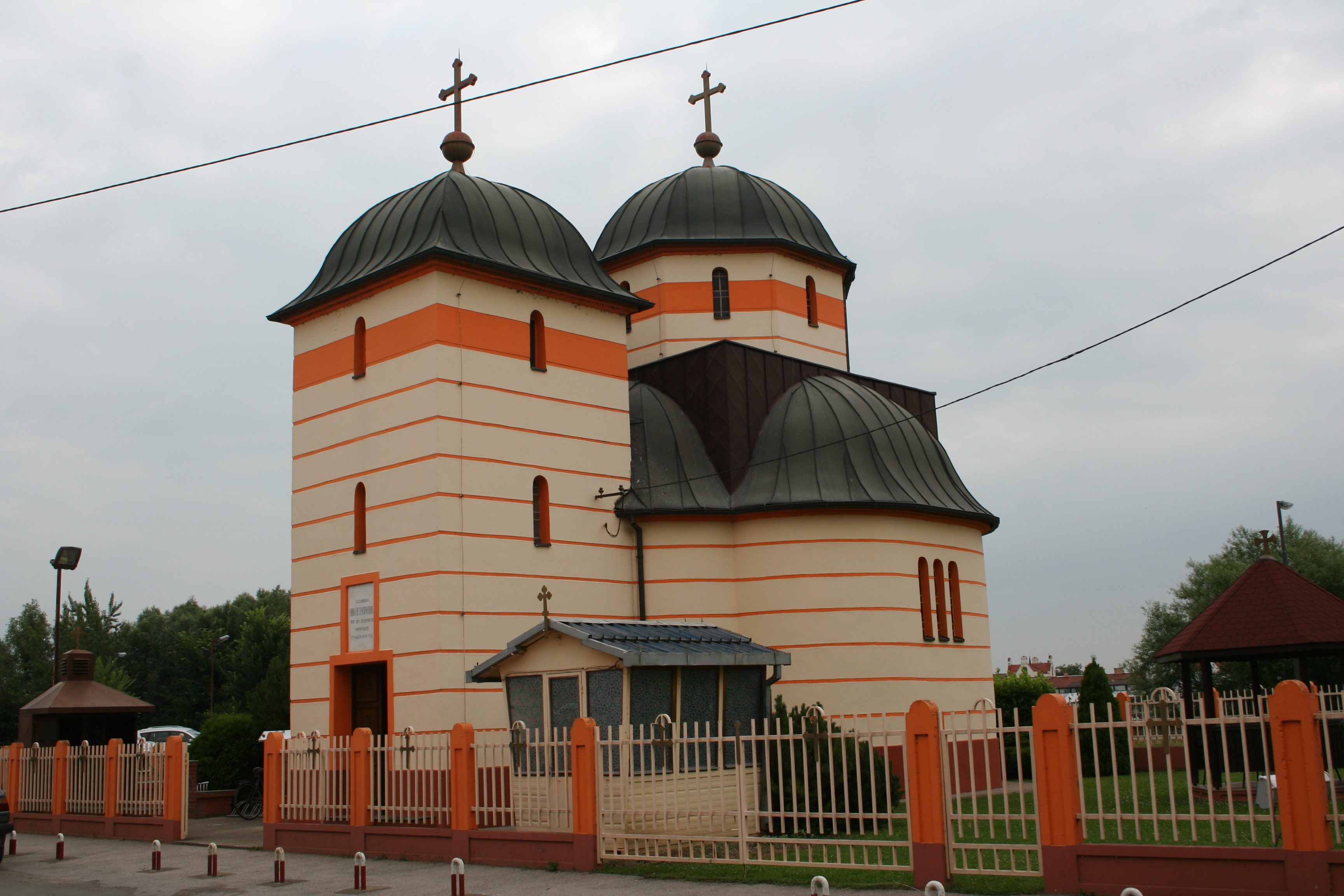
Die Serbisch-orthodoxe Kirche zur Überführung der Reliquien des Hl. Nikolaus

Die Mehrheit der Bewohner der Stadt gehören dem Orthodoxen Christentum an, die meisten bekennen sich zur Serbisch-Orthodoxe Kirche. Auch leben in Mačvanska Mitrovica 47 Katholiken und der 3 Muslime. Im Zentrum der Stadt nahe der Save befindet sich die Serbisch-orthodoxe Kirche zur Überführung der Reliquien des Hl. Nikolaus.

## Sport
In der Stadt Mačvanskoj Mitrovica existiert seit 1922 die FußballmannschaftFK Podrinje, welcher mit durchschnittlichen Erfolg in den niedrigeren Ligen des Serbischen Fußballs spielt. Seit 2006 gibt es den Volleyball-Club Mačva. Leiter des Clubs sind der Sportproffesor Branimir Žilić und der Trainer Stanislav Savić. Der Club besteht vor allem aus Schulkindern. Der Volleyball-Club ist nicht nur aktiv an der Förderung und Popularisierung von Volleyball beteiligt, sondern versucht auch den Kindern, eine gesunde Lebensweise, Respekt für Mensch und Natur zu vermitteln. Zudem hilft der Club auch den jüngeren Generationen beim richtigen orientieren ihres Lebens.

## Belege
- Knjiga 9, Stanovništvo, uporedni pregled broja stanovnika 1948, 1953, 1961, 1971, 1981, 1991, 2002, podaci po naseljima, Republički zavod za statistiku, Beograd, maj 2004, ISBN 86-84433-14-9
- Prvi rezultati popisa 2011., pristupljeno na dan 18. November 2011.
- Knjiga 1, Stanovništvo, nacionalna ili etnička pripadnost, podaci po naseljima, Republički zavod za statistiku, Beograd, Februar 2003, ISBN 86-84433-00-9
- Knjiga 2, Stanovništvo, pol i starost, podaci po naseljima, Republički zavod za statistiku, Beograd, Februar 2003, ISBN 86-84433-01-7
- https://www.rastlos.com/serbien/stadt/infos/stadt_macvanska_mitrovica/